# Los días de junio
 Los días de junio es una película de Argentina filmada en Eastmancolor dirigida por Alberto Fischerman sobre su propio guion escrito en colaboración con el guion de Marina Gaillard y Gustavo Wagner (Alberto Fischerman) que se estrenó el 13 de junio de 1985 y que tuvo como actores principales a Norman Briski, Víctor Laplace, Lorenzo Quinteros, Arturo Maly y Ana María Picchio.

## Sinopsis
Un actor que estaba exiliado en razón del gobierno dictatorial, regresa a su país en la época de la Guerra de las Malvinas y se reencuentra con sus amigos.

## Reparto
Participaron del filme los siguientes intérpretes:
- Guido Almerighi
- Mercedes Alonso
- José Andrada
- Juan José Aquino
- Gladys Aristimuño
- Guillermo Battaglia
- Joaquín Bonet
- Aldo Braga
- Mariana Briski
- Norman Briski como Emilio
- Adrián De Piero
- Ethel Duarte
- Ricardo Fasan
- José Luis Fernández
- Teresa Ferri
- Ricardo Félix
- Elena Gaidin
- Mónica Galán
- Gustavo Garzón
- Fabián Gianola
- Agustina Herrera
- Liliana Kolinsky
- Víctor Laplace
- Inda Ledesma
- Marcelo Magaldi
- Arturo Maly como Jorge
- Luis Marangoni
- Anahí Martella
- Haydée Mascaro
- Pablo Moret
- Ariel Marcelo Nacache Polat
- Armando Parente
- Américo Pellizari
- Ana María Picchio
- Carlos Piromaki
- Lorenzo Quinteros
- Carlos Roffé
- Néstor Rosendo
- Ariel Rosner
- Carlos Salegh
- Carlos Silva
- Mari Tapia
- Jorge Teicher
- Carlos Thiel
- José Tolomei
- Silvia Ucha
- Pía Uribelarrea
- Carlos Uriona
- Julia von Grolman
- Fernando Wein Schalbaum

## Premios y distinciones
Festival Internacional de Cine de San Sebastián
| Año  | Categoría       | Película          | Resultado |
| ---- | --------------- | ----------------- | --------- |
| 1985 | Premio FIPRESCI | Los días de junio | Ganador   |

En el Festival Tricontinental de Cine de Nantes (Francia) de 1985 la película recibió un Premio Especial del jurado y fue seleccionada para competir por el Montgolfiere de Oro.

## Comentarios
Fernando López en La Nación opinó:

«Intención alegórica en un film nacional de depurado lenguaje… su propuesta es suficientemente provocativa como para estimular la reflexión o alimentar la controversia.»

Clarín dijo:

«Entre la severidad y la angustia… película de infrecuente calidad, reflexiona sobre el exilio, la marginación y condena en la dramática realidad argentina de los últimos años»

Manrupe y Portela escriben:

«Entre las películas que mejor tratan la transición a la democracia. La psicología de los personajes es creíble, las situaciones reconocibles y algunos momentos de esos hombres con su bandera particular tienen un vuelo muy especial.»